# Sunny Leone
Sunny Leone, született Karenjit Kaur Vohra (Sarnia, Ontario, Kanada, 1981. május 13. –) indiai származású amerikai pornószínésznő.

## Élete
Kanadában született. Szereti a sportot és az éneklést. 1996-ban Dél-Kaliforniába költözött. Egy barátja mondta, hogy ki kellene próbálni a modellkedést. 2001 márciusában a Penthouse magazinban a hónap kedvence lett. 

## Válogatott filmográfia
- 2013: Ragini MMS 2 (filming)
- 2013: Singh Saab the Great
- 2013: Shootout at Wadala
- 2013: Charlie's Girl: Georgia Jones (video)
- 2012: Home Alone (video)
- 2012: Sunny Leone: Erotica (video)
- 2012: Jism 2
- 2012: Lesbian Workout (video)
- 2012: My First Lesbian Experience (video)
- 2012: Sunny Leone: Goddess (video)
- 2011: Bang Van Blowout with Nick Swardson (short)
- 2011: Lies: Diary of an Escort (video)
- 2011: Sunny & the Suitcase (short)
- 2011: Roleplay (video)